# مته‌کاری

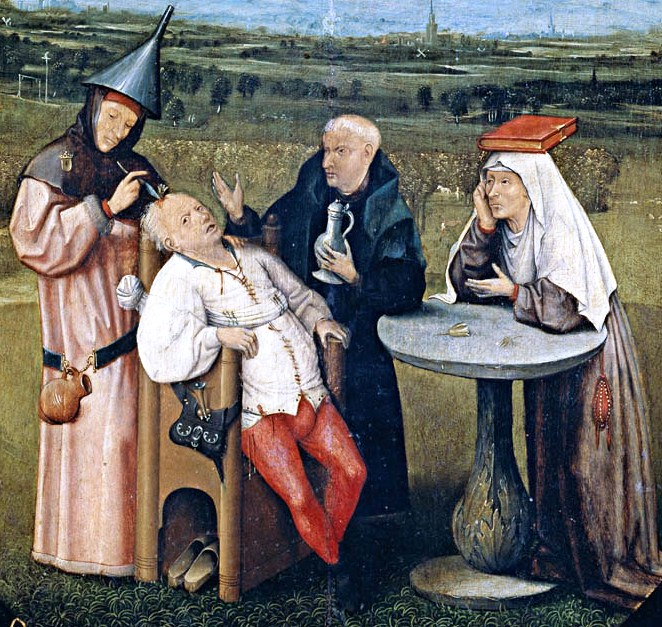
نقاشی استخراج سنگ جنون اثر هیرونیموس بوش که مته‌کاری را به تصویر می‌کشد

مته‌کاری (انگلیسی: Trepanning) یا بر هول (انگلیسی: burr hole) یک مداخله جراحی است که در آن یک سوراخ، با دریل در جمجمه انسان ایجاد می‌شود. سوراخ شدن عمدی جمجمه، سخت‌شامه را برای درمان مشکلات سلامتی مربوط به بیماری‌های داخل جمجمه یا تجمع خون تحت فشار ناشی از آسیب، در معرض قرار می‌دهد. ترفین (تروپان) ابزاری است که برای بریدن یک قطعه گرد استخوان جمجمه برای از بین بردن فشار زیر سطح استفاده می‌شود.
در دوران باستان، سوراخ‌هایی در یک فرد دریل می‌شد که رفتاری غیرعادی برای بیرون کشیدن آنچه مردم معتقد بودند ارواح شیطانی است، بود. شواهد نشان می‌دهد که مته‌کاری در دوران نوسنگی، جراحی اورژانسی ابتدایی پس از زخم‌های سر بود برای از بین بردن تکه‌های استخوان خرد شده از جمجمه شکسته و پاکسازی خونی که اغلب زیر جمجمه پس از ضربه به سر جمع می‌شود. حوادث شکار، سقوط، حیوانات وحشی و سلاح‌هایی مانند چوب یا نیزه می‌تواند باعث چنین صدماتی شود. نظریه‌های اصلی در مورد عمل مته‌کاری در دوران باستان شامل اهداف معنوی و درمان صرع، سردرد، زخم سر و اختلالات روانی است.
برخی از کاربردهای معاصر این روش وجود دارد. در جراحی مدرن چشم، از یک ابزار ترفین در جراحی پیوند قرنیه استفاده می‌شود. روش سوراخ کردن ناخن انگشت دست یا پا نیز به عنوان مته‌کاری شناخته می‌شود. این عمل توسط پزشک یا جراح انجام می‌شود تا دردی را که مربوط به هماتوم زیر ناخن (خون زیر ناخن) است، کاهش دهد. مقدار کمی خون از طریق سوراخ خارج می‌شود و درد مربوط به فشار تا حدی کاهش می‌یابد.

## زمان انجام
معمولاً برهول‌ها برای درمان بیماران شرایط اورژانس که هماتوم اپی دورال یا ساب دورال مغزی دارند استفاده می‌شوند ولی گاهی نیز از برهول‌ها برای دسترسی به بطن‌های مغز طی عمل جراحی کرانیوتومی استفاده می‌شود.

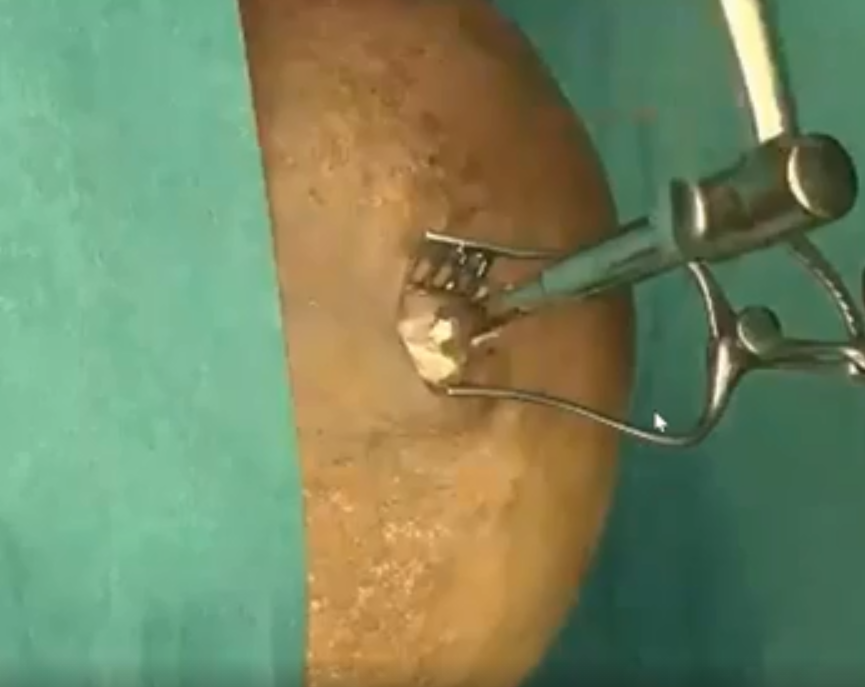
جراح در حال برهول زدن با تروپان دستی

برای گذاشتن شانت درون مغز نیز از برهول استفاده می‌شود.

## برهول اورژانسی

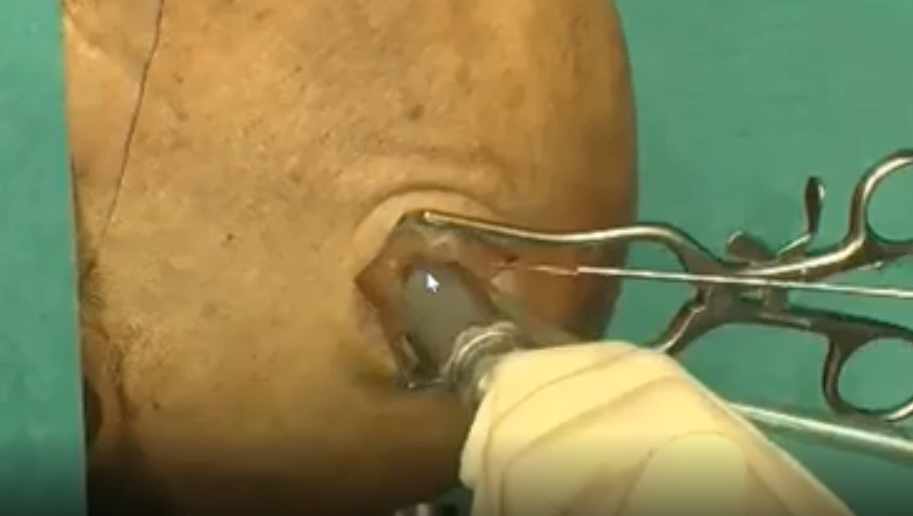
برهول اورژانسی با تروپان اتوماتیک

در موارد اورژانسی برهول را می‌توان بر سر تخت بیمار نیز انجام داد که طی آن ابتدا با تیغ بیستوری ۱۵ انسزیونی به طول ۵ سانتی‌متر در محل هماتوم ایجاد می‌شود سپس جراح با استفاده از اکارتور چنگکی با کنار زدن لایه‌های سر محل سوراخ شدن جمجمه را مشخص کرده و به وسیله تروپان (دستی یا اتوماتیک) شروع به سوراخ کردن می‌کند در این حین تراشه‌های استخوان را با سرم می‌شورند تا پخش نشود سپس جراح که به لایه دورا مغز رسیده بعد از شستن لایه با سرم، جراح به وسیله بیستوری ۱۵ برشی به شکل بعلاوه (+) بر روی لایه دورا ایجاد می‌کند و باز شدن دورا موجب خارج شدن خون داخل مغز می‌شود و هماتوم خارج می‌شود. گاهی جراح در هماتوم‌های مزمن از درن نیز استفاده می‌کند.

## برهول در کرانیوتومی
در جراحی کرانیوتونی جراح با ایجاد چند برهول در محل‌های مشخص شده عمل را شروع می‌کند سپس فواصل بین برهول را با اره‌های خاص جراحی برش می‌دهند و کاسه سر را برمی‌دارند.
سپس جراح با توجه به نوع عمل به جراحی ادامه می‌دهد.

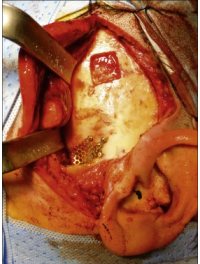
جراحی کرانیوتومی